# Paracobanocythere hawaiiensis
Paracobanocythere hawaiiensis är en kräftdjursart som beskrevs av Gottwald 1983. Paracobanocythere hawaiiensis ingår i släktet Paracobanocythere och familjen Cobanocytheridae. Inga underarter finns listade i Catalogue of Life.